# 牛尾藓属
牛尾藓属（学名：Struckia）为锦藓科的一个属。

## 物种
本属包括以下物种：
- 牛尾藓 Struckia argentata
- 长尖牛尾藓 Struckia zerovii